# Daisy (Geòrgia)
Daisy és una població dels Estats Units a l'estat de Geòrgia. Segons el cens del 2000 tenia 126 habitants.

## Demografia
Segons el cens del 2000, Daisy tenia 126 habitants, 53 habitatges, i 33 famílies. La densitat de població era de 49,1 habitants per km².
Dels 53 habitatges en un 22,6% hi vivien nens de menys de 18 anys, en un 56,6% hi vivien parelles casades, en un 5,7% dones solteres, i en un 37,7% no eren unitats familiars. En el 37,7% dels habitatges hi vivien persones soles el 18,9% de les quals corresponia a persones de 65 anys o més que vivien soles. El nombre mitjà de persones vivint en cada habitatge era de 2,38 i el nombre mitjà de persones que vivien en cada família era de 3,18.
Per edats la població es repartia de la següent manera: un 26,2% tenia menys de 18 anys, un 4,8% entre 18 i 24, un 23,8% entre 25 i 44, un 29,4% de 45 a 60 i un 15,9% 65 anys o més.
L'edat mediana era de 40 anys. Per cada 100 dones de 18 o més anys hi havia 106,7 homes.
La renda mediana per habitatge era de 24.167 $ i la renda mediana per família de 24.722 $. Els homes tenien una renda mediana de 46.250 $ mentre que les dones 15.313 $. La renda per capita de la població era de 47.166 $. Entorn del 4,8% de les famílies i el 8% de la població estaven per davall del llindar de pobresa.